# (26533) Aldering
(26533) Aldering est un astéroïde de la ceinture principale.

## Description
(26533) Aldering est un astéroïde de la ceinture principale. Il fut découvert le 5 février 2000 aux Monts Santa Catalina par le projet CSS. Il présente une orbite caractérisée par un demi-grand axe de 2,54 UA, une excentricité de 0,14 et une inclinaison de 13,9° par rapport à l'écliptique.

## Compléments